# Келлах мак Дунхада

Ирландия в VIII — первой трети IX века

Келлах мак Дунхада (др.‑ирл. Cellach mac Dúnchada; умер в 776) — король Лейнстера (760—776) из рода Уи Дунлайнге.

## Биография
Келлах был сыном правителя Лейнстера Дунхада мак Мурхадо, погибшего в 728 году, и Тайлефлайт, дочери короля Мунстера Катала мак Фингуйне. Септ, к которому принадлежал Келлах, назывался Уи Дунхада. Родовые земли семьи Келлаха находились в долине реки Лиффи, а резиденция правителей септа Уи Дунхада располагалась в Лиамайне (современном Лайонс-Хилле).
Келлах мак Дунхада взошёл на престол Лейнстера в 760 году, став преемником своего дяди Муйредаха мак Мурхадо.
При Келлахе мак Дунхаде правители Южного Лейнстера из рода Уи Хеннселайг вели несколько войн. В 761 году во время конфликта с королём Осрайге Анмхадом мак Коном Херкой пал на поле боя Доннгал мак Лайдкнен, а в результате междоусобицы 769—770 годов погибли короли Дуб Калгайд мак Лайдкнен и Кеннселах мак Брайн.
Первое упоминание о Келлахе мак Дунхаде в ирландских анналах датировано 770 годом, когда при Ат Орке (в современном графстве Оффали) он нанёс поражение войску, возглавлявшемуся Кинаэдом мак Флайнном из рода Уи Файльги и его братом Келлахом, а также Катнио мак Бекком из Фотайра. Два вражеских военачальника, Кинаэд и Катнио, погибли в этом сражении.
Келлах мак Дунхада поддерживал мирные отношения с верховными королями Ирландии Домналлом Миди из рода Кланн Холмайн и Ниаллом Фроссахом из Кенел Эогайн, о чём свидетельствует отсутствие сообщений о конфликтах между этими правителями в анналах. Однако после отречения последнего от власти в 770 году, его преемник Доннхад Миди предпринял попытку полного подчинения Лейнстера своей верховной власти. В первый же год своего правления Доннхад вмешался в лейнстерские междоусобия и с войском Уи Нейллов вторгся во владения Келлаха. Вначале он потерпел поражение под Каслдерматом и был вынужден отступить к развалинам крепости Райт Айленн, располагавшейся на месте современного Дун-Эйлина. Здесь войско верховного короля разбило лагерь, ожидая нового нападения лейнстерцев. Однако король Келлах не решился дать ещё одно сражение Доннхаду, и это позволило верховному королю неделю беспрепятственно грабить лейнстерские земли.
В том же 770 году лейнстерские земли подверглись нападению со стороны брегцев. Это вторжение было организовано королём Наута (Северной Бреги) Конгалахом мак Конайнгом из септа Уи Хернайнг. Брегскому войску удалось нанести поражение лейнстерскому септу Уи Тейг в сражении при Ат Клиате в Куалу (на юге графства Дублин), но на обратном пути многие из брегцев погибли, утонув в вышедшей из берегов реке Лиффи. В то же время, возможно, король всей Бреги Кайрпре мак Фогартайг был союзником Келлаха мак Дунхада. Предполагается, что этот альянс мог быть направлен против общего врага правителей Лейнстера и Бреги, короля Доннхада Миди.
К концу правления Келлаха мак Дунхада (примерно, к 775 году) относится начало регулярных сообщений о лейнстерских делах в ирландских анналах. Вероятно, это связано с активизацией ведения анналов в аббатстве в Клонарде, тесно связанном с правителями Лейнстера.
Келлах мак Дунхада скончался в 776 году. Новым правителем Уи Дунлайнге и всего Лейнстера стал его двоюродный брат Руайдри мак Фаэлайн.
Из сыновей Келлаха мак Дунхады один, Финснехта Четырёхглазый, также как и его отец был королём Лейнстера, а два других, Фаэлан (умер в 804 году) и Аэд (умер в 829 году), были аббатами монастыря в Килдэре. Дочь Келлаха, Муйренн (умерла в 831 году), была настоятельницей Килдэрского аббатства.